# Drosophila panoanoa
Drosophila panoanoa este o specie de muște din genul Drosophila, familia Drosophilidae, descrisă de Karl N. Magnacca și O'grady în anul 2008. Conform Catalogue of Life specia Drosophila panoanoa nu are subspecii cunoscute.